# Akkaia odaiensis
Akkaia odaiensis är en insektsart. Akkaia odaiensis ingår i släktet Akkaia och familjen långrörsbladlöss. Inga underarter finns listade i Catalogue of Life.